# Alfred Stock
Alfred Stock (født 16. juli 1876, død 12. august 1946) var en tysk kemiker indenfor uorganisk kemi. Han var pioner indenfor forskning i bor og siliciums hydrider, koordinationskemi, kviksølv og kviksølvforgiftning. Det tyske kemikerselskabs "Alfred-Stock Memorial Prize" er opkaldt efter ham.
| Kemi | Spire Denne artikel om kemi er en spire som bør udbygges. Du er velkommen til at hjælpe Wikipedia ved at udvide den. |